# Serie 0600/0650 de CP
La Serie 0600/0650 es un tipo de automotor al servicio de la operadora Comboios de Portugal.

## Historia
En 1994, estos automotores se encontraban efectuando el Comboi Internacional Porto-Vigo. Actualmente están retirados del servicio.

## Características técnicas
Nota: Algunas de las informaciones aquí contenidas se refieren a la serie 0600 antes de la renovación a Unidades Triple Diesel (U. T. D.), estando debidamente señalizadas.
- Partes Mecánicas (fabricante): Sorefame
- Año de Entrada en Servicio: 1979 (M 0601 (0621) a M 0620 (0640)) 1989 (M 0651 (0657) a M 0656 (0662) y R 0601 a 0626)
- Nº de Unidades Construidas: 20 (0600) 6 (0650)
- Velocidad Máxima: 120 km/h
- Motores de Tracción (fabricante): SFAC (bajo licencia de Saurer)
- Potencia (ruedas): 775 cv / 570 kW
- Ancho de Via: 1668 mm
- Disposición de ejes: 2´Bo'+2'2'+Bo'2´
- Transmisión (fabricante): EMG - Voith
- Freno (fabricante): Westinghouse Air Brake Company
- Tipo de composición: U. T. D. (U.D.D. las 0600 hasta 1989/1990)
- Diámetro da ruedas (nuevas): 920 mm
- Número de cabinas de conducción: 2
- Freno neumático: Aire comprimido P.B.A. 2
- Areneros (número): 8
- Sistema de hombre muerto: DEUTA - SIFA
- Comando em unidades múltiples: Hasta 3
- Lubrificadores de verdugos (fabricante): Lubrovia
- Registrador de velocidad (fabricante): Hasler
- Esfuerzo de tracción:
  - En el arranque: 11.400 kg
  - En el reg. cont.: 7.600 kg
  - Velocidad correspondiente a régimen continuo: 22 km/h
  - Esfuerzo de tracción a velocidad máxima: no tiene
- Pesos (vacío) (T):
  - Motor diesel: 3,26
  - Bogies completos:
  - Motor: 7,30
  - Libre: 6,10
- Pesos (aprovisionamientos) (T) (Formación UDD):
  - Combustible: 0,920
  - Aceite del diesel: 2 x 0,050
  - Agua de refrigeración: no tiene
  - Arena: 0,360
  - Agua del WC: 0,900
  - Personal y herramientas: 0,200
  - Aceite de la Transf.: 2 x 0,159
  - Total: 3,568
- Pesos (total) (T) (Formación UDD):
  - Peso en Tara: no tiene
  - Peso en marcha: 109,700
  - Peso en carga normal: 126,600
  - Peso en Carga Máxima: 135,500
- Motor diesel de tracción:
  - Cantidad: 1 en cada vehículo
  - Tipo: S.D.H.R.1
  - Número de tiempos: 4
  - Disposición y número de cilindros: 6 LH
  - Diámetro y curso: 175 x 200 mm
  - Cilindrada total: 28,862 l
  - Sobrealimentación: Si
  - Potencia nominal (U. I. C. 623): 550 Cv
  - Velocidad nominal: 1500 rpm
  - Potencia de utilización: 525 Cv / 1500 rpm
- Transmisión de movimiento:
  - Constructor: Voith
  - Tipo: 2 - cajas hidráulicas T 420r; 4 - Puentes 2 AG 201V - 2 AG 201
  - Características esenciales: Inversor incorporado en la caja; 2 Escalones de marcha hidráulicos con transición automática; Motor de corriente modulada; Relación de Transmisión 1/3,307
- Equipamiento de aporte eléctrico:
  - Constructor: Air Industrie
  - Características esenciales: Quemador a gasóleo; Aire caliente impulsado